# Dietrich Beelitz
Dietrich Beelitz (* 14. März 1906 in Diedenhofen, Reichsland Elsaß-Lothringen; † 6. September 2002) war ein deutscher Offizier, zuletzt Generalmajor im Generalstab. In der Wehrmacht diente er im Zweiten Weltkrieg unter anderem als Chef des Generalstabes in der 3. Panzerarmee vom 2. Juni 1942 bis 5. November 1943 sowie als Chef des Generalstabes in der 10. Armee vom 1. November 1944 bis zum Kriegsende in Italien am 2. Mai 1945.
Nach dem Krieg lebte er als Fabrikant in Stuttgart.

## Auszeichnungen
- Eisernes Kreuz II. und I. Klasse
- Deutsches Kreuz in Gold am 5. Mai 1942